# Le Dieu dans l'ombre
Le Dieu dans l'ombre (titre original : Cloven Hooves) est un roman de fantasy américain écrit par Megan Lindholm, plus connue sous le nom de Robin Hobb, et publié aux États-Unis en 1991 puis en France en 2004.

## Résumé
Evelyn est une jeune fille vivant en Alaska qui s'intéresse plus à la nature qui environne sa maison plutôt qu'à ses copines et aux sujets qui traditionnellement passionnent les jeunes filles de son âge. Depuis sa tendre enfance, elle a l'habitude de rejoindre Pan, un jeune faune, au milieu de la forêt et de s'amuser avec lui. Mais l'arrivée de ses règles et son entrée dans l'âge adulte repousse le faune qui ne reparaît alors plus.
Des années ont passé. Evelyn est mariée avec Tom avec qui elle a eu un enfant, Teddy. À la suite d'un problème dans la famille de Tom, ils se rendent tous les trois dans leur maison afin de leur fournir assistance pendant quelques mois. Malgré un accueil qui se voulait chaleureux, Evelyn n'est pas très bien intégrée dans la famille et plus le temps passe, plus elle se sent rejetée. C'est à ce moment que Pan, devenu adulte, fait sa réapparition. La tentation est grande pour Evelyn de rejeter sa vie actuelle qui ne lui apporte aucune joie ni plaisir, en dehors de la présence de son fils, pour se plonger dans une vie faite d'instincts et de plaisirs primaires.

## Éditions
- Cloven Hooves, Bantam Spectra, 1er novembre 1991, 360 p.  (ISBN 978-0-553-29327-2)
- Le Dieu dans l'ombre, Télémaque, 28 octobre 2004, trad. Claudine Richetin, 428 p.  (ISBN 978-2-7533-0001-9)
- Le Dieu dans l'ombre, Le Livre de poche, coll. « Fantasy » no 27010, 21 mars 2007, trad. Claudine Richetin, 510 p.  (ISBN 978-2-253-11479-6)
- Le Dieu dans l'ombre, ActuSF, coll. « Perles d'épice », 6 juin 2019, trad. Claudine Richetin, 428 p.  (ISBN 978-2-36629-467-5)
- Le Dieu dans l'ombre, ActuSF, coll. « Hélios », 3 juillet 2020, trad. Claudine Richetin  (ISBN 978-2-37686-266-6)